# 匝瑳胤次
匝瑳 胤次（そうさ たねひろ/ひさ たねじ、1878年（明治11年）1月7日 - 1960年（昭和35年）4月14日）は、日本の海軍軍人。第三回旅順港閉塞作戦で「三河丸」指揮官を務める。最終階級は海軍少将。予備役後は著作家としても活動し、軍縮条約反対の立場で論陣を張った。東京市会議員。

## 生涯
略歴

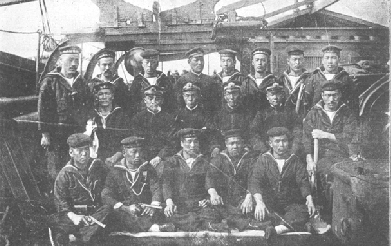
三河丸乗員

大阪府堺市に東京府士族の次男として生まれる。海軍兵学校26期。席次は下位であった。同期に小林躋造、野村吉三郎、高柳直夫などがいる。1900年（明治33年）少尉任官。
日露戦争開戦を迎え、砲艦「赤城」航海長として出征し、第三回旅順港閉塞作戦に「三河丸」 指揮官として参加。その後横須賀海軍工廠艤装員として、日本に最初に導入されたホーランド型潜水艇の艤装にあたり、完成後は日本海軍初の潜水艇部隊である第一潜水艇隊（小栗孝三郎司令）の艇長として、戦後の観艦式に参加した。少佐時代は「磐手」、「丹後」、「浅間」、「周防」、「薩摩」の各砲術長、海兵砲術教官などを務め、1912年（大正元年）12月、中佐へ進級。第一次世界大戦期は第三戦隊参謀、臨時青島防備隊司令を務める。1916年（大正5年）には、運送船｢志自岐｣指揮官として座礁事故を起こした。1917年（大正6年）大佐へ進級。｢肥前｣兼｢敷島｣艦長を経て、戦艦｢比叡｣艦長となる。なお、｢吾妻｣艦長に就任したと記す文献もあるが、それは誤り。匝瑳が｢比叡｣艦長職にあった期間は2年である。任期の前半における｢比叡｣は予備艦であったが、第一艦隊に復帰して青島、大連などの警備にあたった。
佐世保海兵団々長在任中の1922年（大正11年）12月に少将へ昇進し、翌年予備役となる。昭和期にはロンドン海軍軍縮条約に反対の立場をとり、『深まりゆく日米の危機』（1932年（昭和7年））を著す。同書は1ヶ月で18版を重ね、ベストセラーとなった。匝瑳と反対の立場で軍備撤廃を訴えた水野広徳は海兵の同期生（26期）である。以後も海軍関係の著作を刊行し、また東京市会議員を務めている。1933年には在郷軍人の国家主義団体である明倫会を結成し政務部長に就任、
1942年（昭和17年）には大日本言論報国会理事に就任した。翌年、東京都発足による第1回東京都議会議員選挙に立候補して当選した。
戦後、公職追放となった（1952年（昭和27年）、追放解除）。
第三回旅順港閉塞作戦

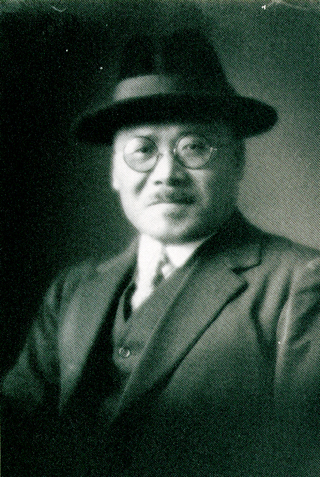
匝瑳を救出し、のち立場が分かれた水野広徳

匝瑳が指揮官を務めた｢三河丸｣は「新発田丸」、「小倉丸」、「朝顔丸」と第一小隊を構成し、その四番船であった。1904年（明治37年）5月2日、総指揮官林三子雄中佐に率いられ12隻は閉塞に向かう。
出撃当初は穏やかな天候であったが、風浪が激しくなったため林中佐は中止命令を発し反転した。しかしこの命令は伝わらず、閉塞部隊は反転するもの、直進するもの、再反転するものと対応が分かれ、｢三河丸｣は直進した。同船は汽罐が不調で、他船と分離した状態となり、匝瑳は単独突入を危険であるとして他船との合同を図った。しかし砲声が聞こえたことから突入が始まったものとして単独で突入した。
5月3日、午前2時30分、｢三河丸｣はロシア軍に発見され銃砲撃が集中する。この時の様子を匝瑳は｢煌々タル光ニ眼ハ眩ミ、轟々タル響ニ耳ハ聾シ｣と表現している。防材を突破して進撃し、ロシア軍探海燈に妨げられ周囲の地形を十分確認することはできなかったが、好位置に達したと判断し｢三河丸｣を爆沈させた。端舟での離脱行の最中もロシア軍の追撃を受けたが、脱出に成功。｢三河丸｣の乗員18名は四等機関兵姥谷常次郎が戦死し、負傷者は6名である。午前4時30分、｢三河丸｣乗員を乗せた端舟は第41号水雷艇に発見され、同艇に救出された。艇長は水野広徳であった。

## 栄典
位階
- 1900年（明治33年）2月20日 - 正八位[17]
- 1901年（明治34年）12月17日 - 従七位[18]
- 1903年（明治36年）12月19日 - 正七位[19]
- 1908年（明治41年）12月11日 - 従六位[20]
- 1914年（大正3年）1月30日 - 正六位[21]
- 1918年（大正7年）1月30日 - 従五位[22]
- 1922年（大正11年）12月28日 - 正五位[23]
- 1924年（大正13年）3月24日 - 従四位[24]

勲章等
- 1912年（明治45年）5月24日 - 勲四等瑞宝章[25]
- 1902年（明治35年）5月10日 - 明治三十三年従軍記章[26]
- 1906年（明治39年）4月1日 - 功四級金鵄勲章・勲五等双光旭日章・明治三十七八年従軍記章[27]
- 1915年（大正4年）11月7日 - 勲三等旭日中綬章・大正三四年従軍記章[28]
- 1921年（大正10年）7月1日 - 第一回国勢調査記念章[29]

## 著作等
- 『海軍』青木嵩山堂、1903
- 『日米対立論』精文館、1932
- 『深まりゆく日米の危機』精文館、1932
- 『現代の海軍』大日本図書、1936
- 『一九三五年の軍縮会議と日本』明倫会本部、1936
- 『旅順閉塞隊秘話 第3回』東京水交社、1936
- 『事変下に於ける帝国海軍と国民への要望』国防協会、1938
- 『日支事変と最近の国際情勢 英仏植民政策の暴露』日本協会出版部、1938
- 『歴史は転換す』新東亜協会、1942
- 『思想戦の根基』「現下の世界戦局」東洋経済新報社出版部、1942
- 『海軍と青年』潮文閣、1943
- 『海戦の科学』啓徳社出版部、1943
- 『潜水艦出撃』東華書房、1943
- 『大東亜戦と青年』潮文閣、1943
- 『日米決戦の海軍戦略』冨山房、1943
- 『決戦の海』新大衆社、1944
- 『北洋と海軍』北方日本社、1945